# Emdadul Haque Milon
Emdadul Haque Milon, född 25 februari 1993, är en bangladeshisk bågskytt. Han deltog vid olympiska sommarspelen 2012.